# Daniel Friedan
Daniel Harry Friedan (* 3. Oktober 1948 in New York City) ist ein US-amerikanischer theoretischer Physiker.
Friedan ist der Sohn von Betty Friedan. In seiner Jugend komponierte er. Er studierte zunächst Literatur und Philosophie, wechselte dann aber zur Physik. Friedan wurde 1980 an der University of California, Berkeley promoviert (Nonlinear models in {\displaystyle 2+\epsilon } dimensions). Danach war er im französischen Kernforschungszentrum in Saclay und ab 1981 an der University of Chicago (Enrico Fermi und James Franck Institute für Physik). 1982 wurde er Forschungsstipendiat der Alfred P. Sloan Foundation (Sloan Research Fellow). Seit 1989 ist er Professor an der Rutgers University am New High Energy Theory Center.
Friedan ist bekannt für seine Arbeiten über konforme Feldtheorien in den 1980er Jahren mit Anwendungen in Stringtheorie und statistischer Mechanik, teilweise mit Zongan Qiu und Stephen Shenker. Er baute auf Ideen von Polyakov (Pfadintegralbeschreibung von Strings 1981) zur Stringtheorie und von Polyakov, Belavin und Zamolodchikov (1983) über konforme Feldtheorien auf. Friedan, Qiu und Shenker zeigten, dass die Bedingung der Unitarität (die bei den meisten in der statistischen Mechanik vorkommenden Anwendungen konformer Feldtheorien vorliegt) zu starken Einschränkungen der konformen Feldtheorien (diskrete Serie) führt.
Friedan gehörte damals auch zu den führenden Stringtheoretikern. In jüngster Zeit äußerte er sich kritisch zur Stringtheorie, die er für einen Fehlschlag hält, da sie zahlreiche Hintergrund-Raumzeiten zulässt und die Physik bei großen Längenmaßstäben nicht vorhersagen kann. Stattdessen schlug er eine nichtlineare Theorie vor (Lambda Model, dieselbe Theorie, die er schon in seiner Dissertation untersuchte), die für große Längen die übliche Quantenfeldtheorie beschreiben soll.
In einer Arbeit von 1984 leitete er unabhängig von Luis Alvarez-Gaumé den Atiyah-Singer-Indexsatz mit Methoden der Supersymmetrie ab.
1987 war er MacArthur Fellow. 2010 erhielt er mit Shenker den Lars-Onsager-Preis für fundamentale Arbeiten der Klassifizierung und Charakterisierung zweidimensionaler unitärer konformer Feldtheorien. Seit 2014 ist er gewähltes Mitglied der American Academy of Arts and Sciences.